# Älichan Qaranejew
Älichan Angsaryuly Qaranejew (kasachisch Әлихан Аңсарыұлы Қаранеев, russisch Алихан Ансарыевич Каранеев Alichan Ansaryjewitsch Karanejew, * 26. Juli 1990 in Qulan, Kasachische SSR) ist ein kasachischer Billardspieler aus Almaty, der in der Billardvariante Russisches Billard antritt.
Er wurde zweimal Weltmeister – 2008 in der Kombinierten Pyramide und 2016 in der Freien Pyramide – und war der erste Kasache, der in zwei Disziplinen des Russischen Billards einen WM-Titel errang. Darüber hinaus gewann er zweimal die Asian Open (2008, 2012) und einmal den Kremlin Cup (2010).

## Leben
Älichan Qaranejew wurde 1990 als älteres von zwei Kindern in Qulan im Gebiet Schambyl geboren. Zwei Jahre später zog die Familie nach Almaty. Sein Vater Angsary Qaranejew spielte selbst erfolgreich Billard und ist seit 1999 Präsident des kasachischen Billardverbandes. Sein jüngerer Bruder Abylaichan Qaranejew spielt ebenfalls Billard.
Älichan Qaranejew legte 2008 einen Abschluss an einem linguistischen Gymnasium ab und studierte anschließend an der Kasachischen Akademie des Sports und Tourismus.

## Karriere

### 1990–2006: Anfänge und erste Erfolge
Bereits als Kind begann Älichan Qaranejew mit dem Billardspielen. Sein Vater nahm ihn regelmäßig mit ins Billardlokal und spielte dort gegen ihn. Trainiert wurde er unter anderem vom späteren Weltmeister Qanybek Saghyndyqow, der nach seinem Umzug von Bischkek nach Kasachstan im Frühjahr 2000 einige Monate im Haus der Familie wohnte.
Im Mai 2003 nahm Qaranejew in Sankt Petersburg zum ersten Mal an einer Weltmeisterschaft teil. Nach einer 3:4-Auftaktniederlage gegen Juryj Lobatsch verlor er sein zweites Spiel mit 2:4 gegen Rifat Sadrijew und schied somit in der Vorrunde aus. Ein Jahr später kam er bis ins Achtelfinale. Nachdem er Juri Rautiainen und Iwa Artschwadse besiegt hatte, musste er sich in der Runde der letzten 16 dem Vorjahresdritten Wladimir Petuschkow mit 1:5 geschlagen geben.
Anfang 2005 erreichte er bei der Europameisterschaft das Achtelfinale. Im selben Jahr wurde er erstmals kasachischer Meister. Ende des Jahres wurde die Weltmeisterschaft in seiner Heimatstadt Almaty ausgetragen. Erneut schied Qaranejew im Achtelfinale aus, er verlor knapp mit 4:5 gegen Titelverteidiger Qanybek Saghyndyqow.
Im Juli 2006 wurde Qaranejew durch einen 6:4-Finalsieg gegen seinen Landsmann Dmitri Kirillow Junioreneuropameister. Wenige Tage später kam er bei seiner vierten Teilnahme an den Asian Open erstmals über die Vorrunde hinaus, im Achtelfinale verlor er jedoch gegen Dmitri Bajew. Im selben Jahr gelang ihm bei der nationalen Meisterschaft die Titelverteidigung. Beim russischen Verteidigungsministerpokal erreichte er die Runde der letzten 32. Bei der WM 2006 scheiterte er zum dritten Mal in Folge im Achtelfinale, diesmal an Eduard Galijanz (3:5).

### 2007–2009: Erster Weltmeistertitel
Anfang 2007 bildete Qaranejew gemeinsam mit Qanybek Saghyndyqow und Irina Tjan die kasachische Nationalmannschaft, die durch einen 3:1-Sieg im Finale gegen Russland Mannschaftsweltmeister wurde. Es war nach 2005 und 2006 seine dritte Teilnahme an der Team-WM. Im April wurde die Kombinierte-Pyramide-WM erstmals ausgetragen. Zwar gewann Qaranejew zwei seiner vier Vorrundenspiele, dies reichte jedoch nicht, um in die Finalrunde zu gelangen. Im Sommer 2007 erreichte er das Achtelfinale der Asian Open und das Finale beim Grand Prix der Städte Eurasiens in Simferopol, das er klar gegen Jewgeni Stalew (0:6) verlor. Nachdem er bei der Dynamische-Pyramide-WM 2007 in der Vorrunde ausgeschieden war, kam er in der Freien Pyramide zumindest über die Doppel-K.-o.-Phase hinaus, bevor er im Sechzehntelfinale dem Moldawier Andrei Larionov (5:6) knapp unterlag. Ende des Jahres wurde er beim Rossiskoi-Gaseti-Pokal, einem internationalen Einladungsturnier in Chanty-Mansijsk, Dritter.
Im Februar 2008 wurde Qaranejew überraschend Weltmeister in der Kombinierten Pyramide. Bei der WM in Almaty verlor er zunächst sein Auftaktspiel gegen den Vorjahresfinalisten Kanybek Sagynbajew. Anschließend zog er mit sechs Siegen in Folge, unter anderem gegen Andrei Larionov, Arnal Ormokejew, Paata Chmaladse und Emil Mudarissow, ins Endspiel ein, in dem er sich mit 6:0 gegen den früheren Weltmeister Jaroslaw Wynokur durchsetzte. Mit 17 Jahren und 7 Monaten war er der bis dahin jüngste WM-Sieger in dieser Disziplin, den Rekord hielt er bis 2011. Wenige Wochen später wurde er gemeinsam mit Anel Bekbosunowa und Qanybek Saghyndyqow Team-Vizeweltmeister. Im Mai 2008 gewann er im Finale gegen Artjom Sotow den Rossiskoi-Gaseti-Pokal. Im August zog er bei den Asian Open erstmals ins Finale ein, in dem er einen 3:6-Rückstand gegen Oleksandr Palamar noch zu einem 7:6-Sieg drehte. Im November 2008 erzielte er bei der Freie-Pyramide-WM sein bis dahin bestes Ergebnis, als er unter anderem Jaroslaw Wynokur und Aleksey Kostyuk besiegte und erst im Viertelfinale gegen Jewhen Palamar (3:6) ausschied.
Anfang 2009 zog Qaranejew bei der Kombinierte-Pyramide-WM erneut ins Finale ein. Gegen seinen Landsmann Äujes Jeljubajew führte er zwischenzeitlich mit 3:1 und 5:4, doch am Ende musste sich der Titelverteidiger im entscheidenden elften Spiel knapp geschlagen geben. Im Juni erreichte er das Viertelfinale der Asian Open, in der er ebenfalls gegen Äujes Jeljubajew verlor (3:5). Beim Kremlin Cup zog er im Oktober 2009 erstmals in die Runde der letzten 8 ein, in der er Dmitri Bajew mit 3:4 unterlag. Bei der Freie-Pyramide-WM 2009 schied er im Sechzehntelfinale gegen Andrej Hluschanin (5:6) aus.

### 2010–2014: Kremlin-Cup-Sieg, Auszeit und Rückkehr
Bei der Kombinierte-Pyramide-WM 2010 schied Qaranejew im Viertelfinale gegen den späteren Finalisten Kanybek Sagynbajew (3:5) aus. Bei den Asian Open verpasste er knapp das Achtelfinale, das entscheidende Vorrundenspiel verlor er mit 3:5 gegen Jauhen Kurta. Im Juli 2010 gewann er mit einem 9:7-Finalsieg gegen den früheren Weltmeister Oleksandr Palamar das Einladungsturnier Billard Stars in Astana. Im Oktober 2010 gewann er den Kremlin Cup, nachdem er Vijay Drangoy im Finale mit 5:2 besiegt hatte. Wenige Tage später erreichte er bei der Freie-Pyramide-WM das Achtelfinale, in dem er dem früheren Weltmeister Juri Paschtschinski mit 4:6 unterlag.
In den folgenden beiden Jahren nahm Qaranejew nur an wenigen internationalen Turnieren teil und an keinem außerhalb seiner Heimatstadt Almaty. Anfang 2011 erreichte er bei der Kombinierte-Pyramide-WM das Achtelfinale, in dem er gegen Dmitri Bajew (2:5) ausschied. Bei den Asian Open unterlag er 2011 im Viertelfinale seinem Landsmann Däuren Urynbajew (5:6). Ein Jahr später gewann er zum zweiten Mal die Asian Open, er setzte sich im Finale mit 7:2 gegen den Ukrainer Jaroslaw Tarnowezkyj durch.
Nachdem er fast zwei Jahre lang nicht mehr bei Weltmeisterschaften gespielt hatte, folgten 2013 wieder drei WM-Teilnahmen. Nach einem knappen Erstrundenaus gegen Aleh Retschyz (5:6) in der Kombinierten Pyramide kam er in der Dynamischen Pyramide erstmals ins Viertelfinale, in dem er mit 4:6 gegen Sergei Tusow verlor. In der Freien Pyramide folgte eine weitere Erstrundenniederlage, diesmal gegen Dastan Lepschakow (4:7). Im selben Jahr erreichte er das Achtelfinale beim Kremlin Cup und den siebzehnten Platz bei den St. Petersburg Open.
Nach einem neunten Platz beim ersten Turnier der Prince Open 2014 erreichte Qaranejew bei der Kombinierte-Pyramide-WM die Runde der letzten 32 und bei der Dynamische-Pyramide-WM 2014 das Achtelfinale, in dem er mit 4:6 gegen Alexander Tschepikow verlor. Im November 2014 zog er zum zweiten Mal ins Finale des Kremlin Cups ein, in dem er sich jedoch dem Russen Wladislaw Osminin mit 3:5 geschlagen geben musste.

### Seit 2015: Zweiter Weltmeistertitel
Bei der Kombinierte-Pyramide-WM im Februar 2015 schied Qaranejew erneut in der Runde der letzten 32 aus, diesmal gegen Maxim Pan (2:5). Wenige Wochen später wurde er im Finale gegen Jewgeni Smirnow (7:2) erstmals kasachischer Meister in der Dynamischen Pyramide. Bei der Europameisterschaft 2015 schied er im Sechzehntelfinale aus und bei den Asian Open im Achtelfinale. Im Oktober erreichte er bei der Dynamische-Pyramide-WM das Achtelfinale, in dem er mit 3:7 gegen Pawlo Radionow verlor. Wenig später gelangte er beim Kremlin Cup zum zweiten Mal in Folge ins Endspiel und verlor knapp gegen Pawlo Radionow (5:6). Bei der Freie-Pyramide-WM erreichte er 2015 nach 2008 sein zweites Viertelfinale und musste sich dem Russen Andrei Freise (5:7) geschlagen geben.
Nachdem Qaranejew bei der Kombinierte-Pyramide-WM 2016 bereits mit einer Auftaktniederlage gegen Zuxriddin Hoshimov (2:6) ausgeschieden war, erreichte er in der Dynamischen Pyramide erstmals das Halbfinale und verlor mit 5:7 gegen Sergei Tusow. Ende des Jahres kam er auch bei der Freie-Pyramide-Weltmeisterschaft in Kasan erstmals über das Viertelfinale hinaus. Nachdem er unter anderem den Titelverteidiger Wladislaw Osminin (7:1) sowie Serghei Krîjanovski, Jaroslaw Tarnowezkyj und Nikita Liwada besiegt hatte, zog er schließlich ins Finale ein. Im Endspiel gegen den Ukrainer Artur Piwtschenko setzte sich Qaranejew knapp mit 7:6 und wurde damit als zweiter Kasache nach Qanybek Saghyndyqow Weltmeister in dieser Disziplin. Nach seinem Sieg in der Kombinierten Pyramide 2008 war er damit der erste Kasache, der in zwei Disziplinen des Russischen Billards einen WM-Titel errang.
Bei den Asian Indoor & Martial Arts Games im turkmenischen Aşgabat im September 2017 war Russisches Billard erstmals Teil des Sportprogramms und Qaranejew nahm an zwei der drei Wettbewerbe teil. In der Dynamischen Pyramide besiegte er Kanybek Sagynbajew (5:2) und Serdar Myratberdijew (5:3) bevor er im Halbfinale gegen den späteren Goldmedaillengewinner Annamämmet Annamämmedow (2:5) ausschied und somit die Bronzemedaille gewann. Beim anschließenden Kombinierte-Pyramide-Wettbewerb musste er sich hingegen bereits in der ersten Runde dem Kirgisen Ysatbek Ratbekow mit 2:5 geschlagen geben.
Im April 2018 zog Qaranejew in Almaty bei der Dynamische-Pyramide-WM zum zweiten Mal in Folge ins Halbfinale ein, in dem er dem späteren Weltmeister Dmytro Biloserow mit 1:6 unterlag.
Im August 2019 musste sich Qaranejew bei der Freie-Pyramide-WM, an der er zuletzt bei seinem WM-Sieg 2016 teilgenommen hatte, in der Runde der letzten 32 dem Ukrainer Mykyta Adamez geschlagen geben. Wenig später gelangte er beim Kremlin Cup 2019, nachdem er unter anderem gegen den Sieger von 2017, Aleksandr Sidorov, gewonnen hatte, ins Achtelfinale, in dem er gegen Dastan Lepschakow verlor.
2020 erreichte Qaranejew das Finale der kasachischen Meisterschaft in der Dynamischen Pyramide und musste sich Almas Äbsejit mit 6:7 geschlagen geben.

### Poolbillard
Anfangs spielte Qaranejew auch Poolbillard. So wurde er 2004 kasachischer Meister in der Disziplin 9-Ball. Zwei Jahre später wiederholte er diesen Erfolg. Darüber hinaus gewann er bei der nationalen Juniorenmeisterschaft im 9-Ball 2007 und 2009 den Meistertitel.

### Snooker
Im Jahr 2009 erreichte Qaranejew bei der kasachischen Meisterschaft im Snooker den dritten Platz.

## Erfolge
Russisches Billard
- Kasachischer Freie-Pyramide-Meister: 2005, 2006
- Freie-Pyramide-Junioreneuropameister: 2006
- Freie-Pyramide-Mannschaftsweltmeister: 2007
- Kombinierte-Pyramide-Weltmeister: 2008
- Rossiskoi-Gaseti-Pokal: 2008
- Asian Open: 2008, 2012
- Billard Stars Astana: 2010
- Kremlin Cup: 2010
- Kasachischer Dynamische-Pyramide-Meister: 2015
- Freie-Pyramide-Weltmeister: 2016

Poolbillard
- Kasachischer 9-Ball-Meister: 2004, 2006

## Teilnahmen an Weltmeisterschaften
| Disziplin            | 2003              | 2004              | 2005              | 2006              | 2007 | 2008              | 2009              | 2010              | 2011              | 2012 | 2013 | 2014 | 2015 | 2016 | 2017  | 2018  | 2019  | 2020  | 2021  |
| -------------------- | ----------------- | ----------------- | ----------------- | ----------------- | ---- | ----------------- | ----------------- | ----------------- | ----------------- | ---- | ---- | ---- | ---- | ---- | ----- | ----- | ----- | ----- | ----- |
| Freie Pyramide       | R                 | AF                | AF                | AF                | L32  | VF                | L32               | AF                | –                 | –    | R    | –    | VF   | S    | n. a. | –     | L32   | n. a. | –     |
| Dynamische Pyramide  | nicht ausgetragen | nicht ausgetragen | nicht ausgetragen | nicht ausgetragen | R    | nicht ausgetragen | nicht ausgetragen | nicht ausgetragen | nicht ausgetragen | –    | VF   | AF   | AF   | HF   | n. a. | HF    | n. a. | n. a. | n. a. |
| Kombinierte Pyramide | nicht ausgetragen | nicht ausgetragen | nicht ausgetragen | nicht ausgetragen | R    | S                 | F                 | VF                | AF                | –    | R    | L32  | L32  | L64  | –     | n. a. | –     | n. a. | n. a. |
| Quelle:              |                   |                   |                   |                   |      |                   |                   |                   |                   |      |      |      |      |      |       |       |       |       |       |

| Legende | Legende                               |
| ------- | ------------------------------------- |
| S       | Sieger                                |
| F       | Finalist                              |
| HF / H  | Halbfinalist                          |
| VF / V  | Viertelfinalist                       |
| AF / A  | Achtelfinalist                        |
| LX      | Niederlage in der Runde der letzten X |
| R2      | Niederlage in Runde 2                 |
| R       | Vorrundenaus/Niederlage in Runde 1    |
| –       | nicht teilgenommen                    |
| n. a.   | nicht ausgetragen                     |